# Arif (rapper)
Arif Nassor Salum, noto semplicemente come Arif e precedentemente come Arif Murakami (Oslo, 15 luglio 1986), è un rapper norvegese.

## Biografia
Arif si è fatto conoscere col terzo album in studio HighEnd/Asfalt (2015), classificatosi 13º nella VG-lista e premiato con lo Spellemannprisen all'urban. Meg & deg mot alle (2017), certificato oro dalla IFPI Norge per le 10 000 unità equivalenti, ha esordito al 12º posto della graduatoria norvegese e ha ricevuto una nomination agli Spellemannprisen.
Due anni più tardi ha fatto ritorno sulle scene musicali col quinto LP Arif i waanderland, progetto con cui ottiene il suo miglior posizionamento in classifica (2º posto). L'EP Å drukne en fisk, premiato con un Spellemannprisen, ha esordito direttamente in vetta alla graduatoria LP norvegese, mantenendola per quattro settimane consecutive.
Il ramo norvegese della International Federation of the Phonographic Industry gli ha certificato 450 000 unità in singoli.

## Discografia

### Album in studio
- 2012 – Kom så tok færdiih
- 2013 – Aldri & alltid
- 2015 – HighEnd/Asfalt
- 2017 – Meg & deg mot alle
- 2019 – Arif i waanderland

### EP
- 2022 – BluesBrutterne (con Stig Brenner)
- 2023 – Å drukne en fisk

### Singoli
- 2012 – Flexnes (Kuttet & skrudd) (feat. Soul Division)
- 2013 – Gal
- 2014 – Lowkey
- 2015 – Kanke gi opp (feat. Magnus Eliassen)
- 2015 – Sulten
- 2015 – Flammer
- 2016 – Etterlyst (feat. Madi Banja)
- 2017 – Alene
- 2017 – Allerede (con Lars Vaular)
- 2017 – BBB/Du bestemmer (con Unge Ferrari)
- 2017 – AV&PÅ/Ballerina (con Axxe)
- 2018 – Gøy (con Unge Ferrari)
- 2019 – Eskimoblod
- 2019 – Hvem er hun
- 2020 – Moshpit (con Dutty Dior)
- 2020 – Heartbreaker (con Jonathan Floyd)
- 2021 – Kattepus (con Stig Brenner)
- 2022 – Gutter snakker aldri sammen (con Stig Brenner)
- 2022 – Hellig
- 2022 – (Åh) tåmy, tåmy (con Karpe)
- 2023 – Litt for sent (con Makosir)
- 2024 – Ryktet sier (con Chris Abolade)
- 2024 – Dance (con i Ballinciaga)
- 2024 – Birken (con M4 e Dio Mudara)
- 2024 – Baby (con i Ballinciaga)
- 2024 – Til deg (con Malik)
- 2024 – Let's Go (con Stig Brenner)

## Filmografia
- Flus – serie TV (2022)
- Snøfall 2 – serie TV (2023)